# Nethinius fulvipes
Nethinius fulvipes là một loài bọ cánh cứng trong họ Cerambycidae.